# Martin Deschamps

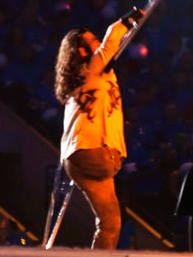
Martin Deschamps

Martin Deschamps (* 23. Juni 1970 in Quebec) ist ein kanadischer Rocksänger.

## Leben und Karriere
Deschamps wurde mit Missbildungen aller vier Gliedmaßen geboren, ihm fehlen der linke Unterarm und das rechte Bein, und er hat nur zwei Finger an seiner rechten Hand. Als er neun Jahre alt war, zog er mit seiner Familie nach Rawdon. In der Schule wurde er trotz seiner Anomalien nicht ausgegrenzt. Mit elf Jahren lernte Deschamps Schlagzeug, mit 15 Jahren musizierte er auf dem E-Bass und sang. Er arbeitete sechs Jahre lang als Grafikdesigner bei der Firma Bell.
Deschamps’ Karriere startete 1996, als er mit seiner eigenen Band Deep Freeze an einem Musikwettbewerb im kanadischen Fernsehen teilnahm, und als bester Sänger ausgezeichnet wurde. Daraufhin wurde er eingeladen, bei der Wiedervereinigung der Bluesrock-Gruppe Offenbach den in der Zwischenzeit verstorbenen Leadsänger Gerry Boulet zu ersetzen. 2003 brachte er sein drittes Soloalbum Lé Desert heraus. Martin Deschamps ist aktives Mitglied in der Band Offenbach.

## Diskografie
- 2000: Comme je suis
- 2001: Différent (Live)
- 2003: Le désert
- 2006: Intense
- 2008: Le piano et la voix